# Palau-sator

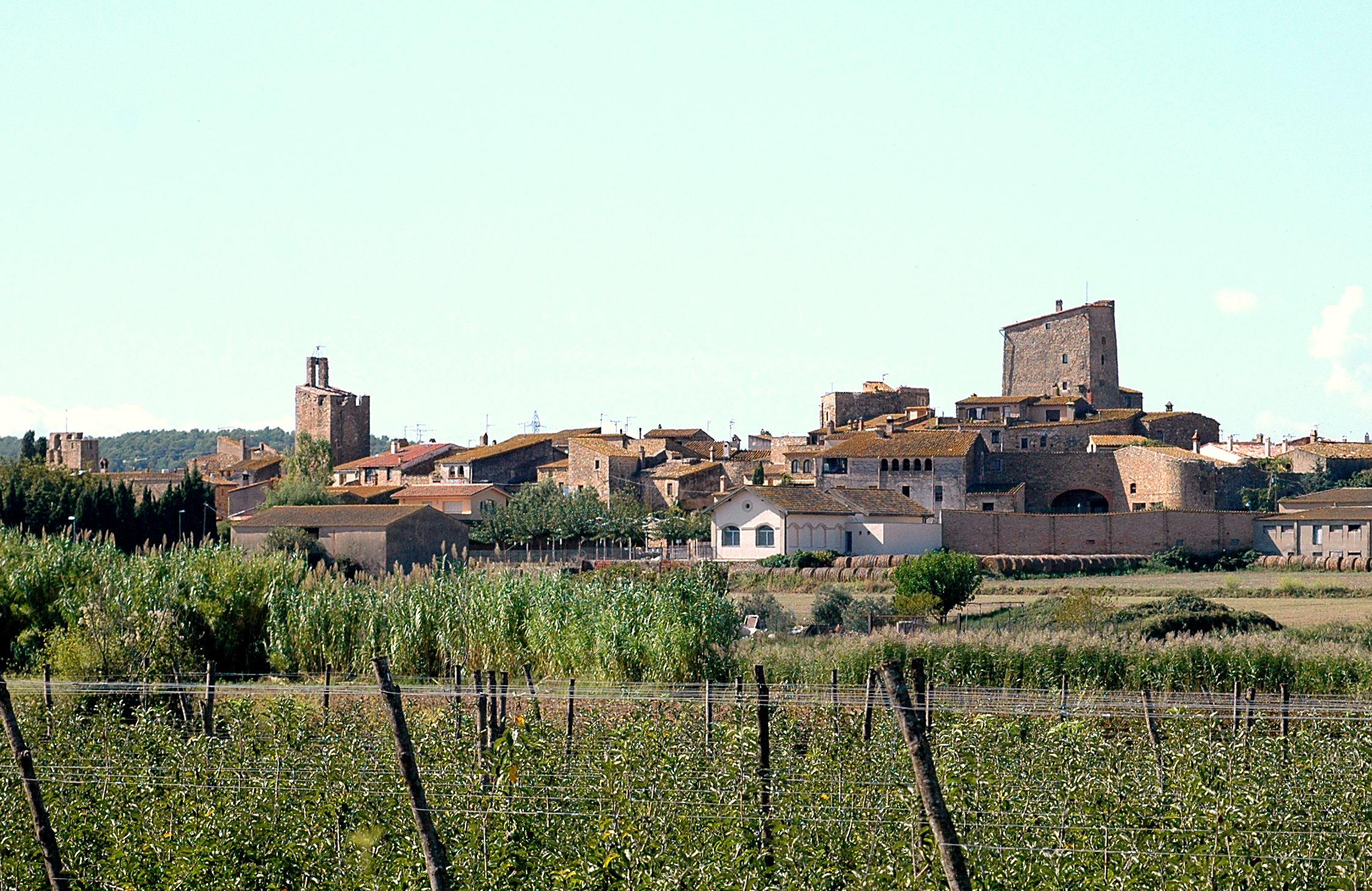
Amb el castell a la dreta i la porta d'entrada a les muralles a l'esquerra

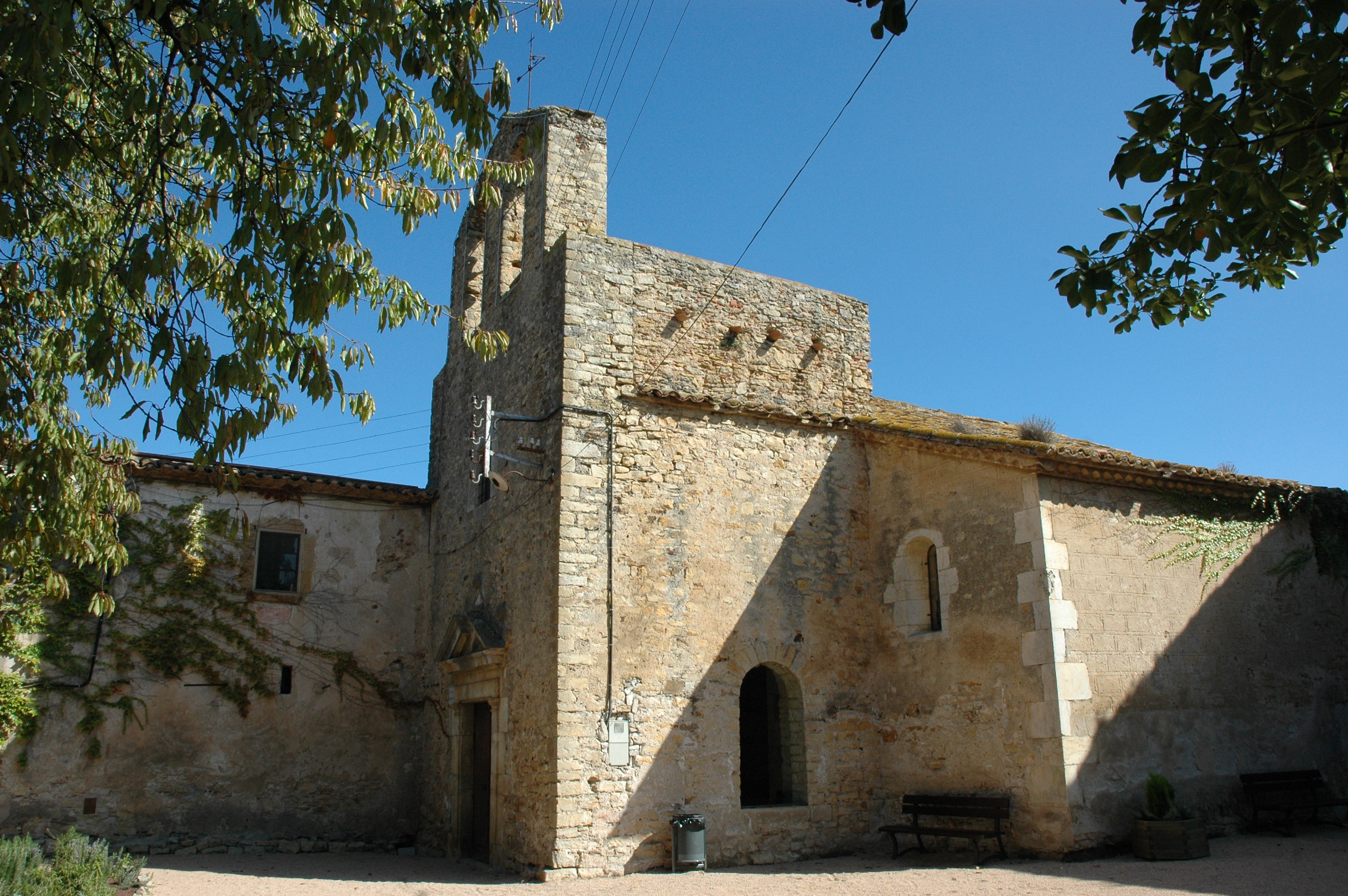
L'església romànica de Sant Pau de Fontclara

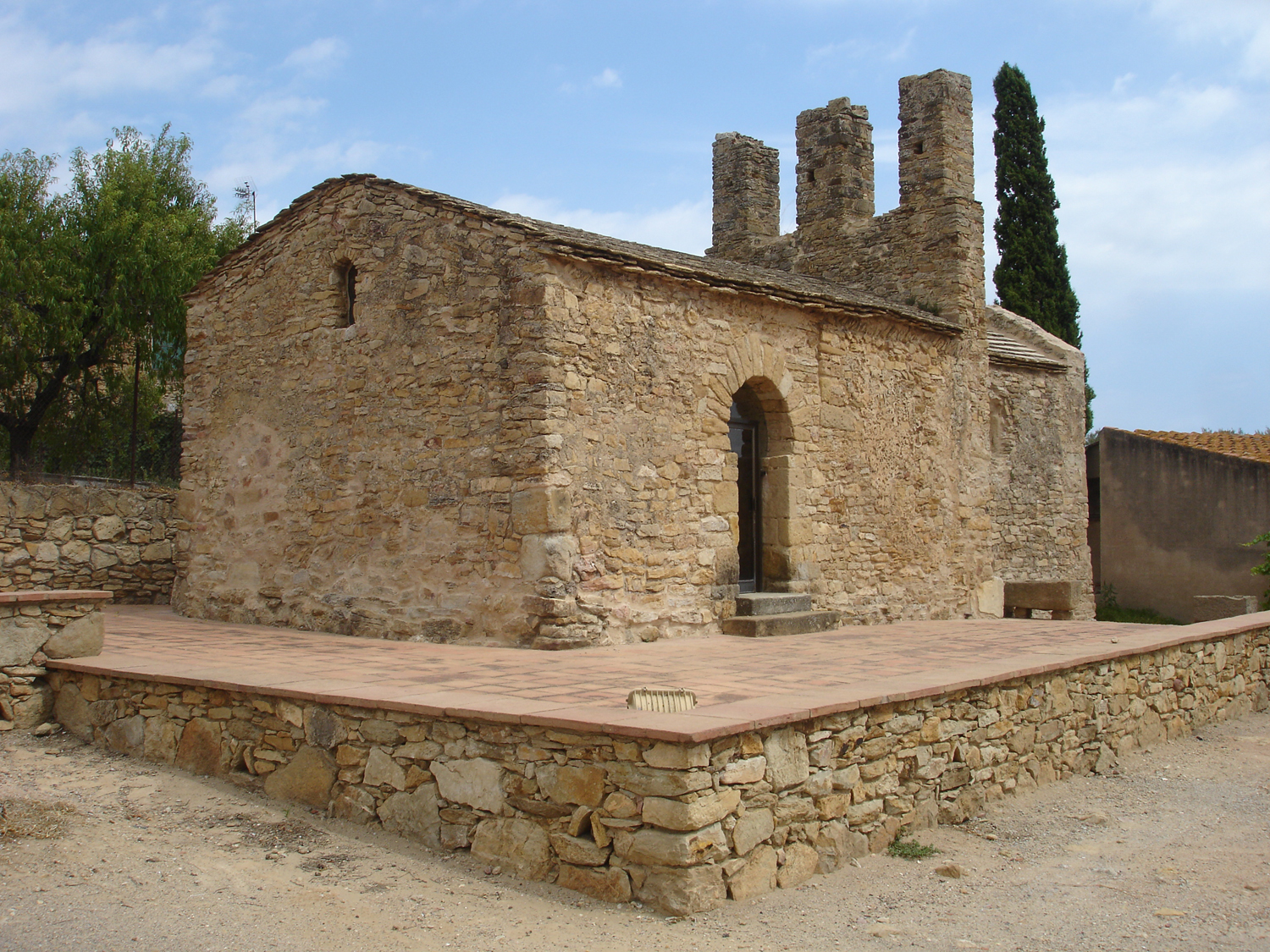
Sant Julià de Boada

Palau-sator és un municipi de la comarca del Baix Empordà. El terme municipal aplega els petits pobles de Palau-sator, Fontclara, Sant Julià de Boada i Sant Feliu de Boada, juntament amb el veïnat de Pantaleu. El municipi es troba emplaçat al bell mig de la rica plana al·luvial de la dreta del riu Daró, al sector pròxim a l'estany de Pals, un territori que ha estat la font tradicional de riquesa d'aquests pobles, de marcat caràcter agrícola i ramader. Com altres pobles de la rodalia, els conjunts arquitectònics dels seus nuclis són d'extraordinari interès històric. Palau-sator il·lustra perfectament la disposició urbanística d'un antic nucli medieval, amb el recinte murallat ben definit, encara es poden observar restes de muralles i defenses i l'estructura dels carrers al voltant de la torre de l'antic castell, que presideix tot el conjunt. L'accés al nucli medieval es fa per la imponent torre de les Hores, d'on surt el carrer del Portal, que porta fins a la plaça del Castell, ben bé al cor del poble.
Un sector a llevant del municipi forma part del Parc Natural del Montgrí, les Illes Medes i el Baix Ter.

## Geografia
- Llista de topònims de Palau-sator (Orografia: muntanyes, serres, collades, indrets..; hidrografia: rius, fonts...; edificis: cases, masies, esglésies, etc).

## Història
El municipi de Palau-sator, segons demostren els descobriments arqueològics dels seus voltants, és d'origen romà. És anomenat Palatii Murorum en un document de l'any 878. L'any 904 el bisbe de Girona Servus-Dei donà les dècimes i primícies de la villa Palatio Maurore a les esglésies de Santa Maria de La Bisbal, Sant Joan de Salelles i Sant Miquel de Cruïlles, en consagrar-les. En documents més tardans el poble és anomenat únicament Palau o bé es complementa amb l'apel·latiu actual (Sa Tor o de la Torre). En un text -en català- de 1338 apareix com a jurisdicció dels Senesterra.
El castell va pertànyer al secretari de Pere el Cerimoniós, Bernat Miquel, i els seus descendents, des de l'any 1380 fins a finals del 1600.
El poble conserva un ambient medieval als carrers, amb restes de muralles i una torre dita de les Hores que té a la part alta de la façana un rellotge, que sobresurt per sobre de la resta de les edificacions i és obligat passar-hi per entrar a la població.

## Fills il·lustres
- Eusebi Saló Massaguer, (1901-2001), músic i luthier.

## Demografia
| Entitat de població | Habitants (2023) |
| Sant Feliu de Boada | 125              |
| Palau-sator         | 108              |
| Fontclara           | 51               |
| Sant Julià de Boada | 30               |
| Font: Idescat       |                  |

| 1497 f | 1515 f | 1553 f | 1717 | 1787 | 1857 | 1877 | 1887 | 1900 | 1910 |
| ------ | ------ | ------ | ---- | ---- | ---- | ---- | ---- | ---- | ---- |
| 73     | 92     | 85     | 297  | 392  | 752  | 679  | 679  | 597  | 599  |

| 1920 | 1930 | 1940 | 1950 | 1960 | 1970 | 1981 | 1990 | 1992 | 1994 |
| ---- | ---- | ---- | ---- | ---- | ---- | ---- | ---- | ---- | ---- |
| 569  | 510  | 531  | 557  | 505  | 435  | 317  | 315  | 300  | 300  |

| 1996 | 1998 | 2000 | 2002 | 2004 | 2006 | 2008 | 2010 | 2012 | 2014 |
| ---- | ---- | ---- | ---- | ---- | ---- | ---- | ---- | ---- | ---- |
| 286  | 286  | 293  | 286  | 284  | 280  | 289  | 290  | 294  | 305  |

| 2016 | 2018 | 2020 | 2022 | 2024 | 2026 | 2028 | 2030 | 2032 | 2034 |
| ---- | ---- | ---- | ---- | ---- | ---- | ---- | ---- | ---- | ---- |
| 297  | 295  | 310  | 327  | 300  | -    | -    | -    | -    | -    |

## Llocs d'interès
- Església parroquial de Sant Pere. Segles XII-XIII.
- Castell de Palau-sator. Segles X i xi, declarat Bé Cultural d'Interès Nacional.
- Monestir de Sant Pau de Fontclara. Segle XI, vinculat a un cenobi benedictí; al seu interior hi ha unes pintures murals del segle xiii, restaurades recentment.
- Església de Sant Feliu. Segle XVI (d'origen romànic), antiga possessió del monestir de Sant Esteve de Banyoles, d'estil gòtic tardà, consta d'una sola nau, amb volta de creueria i un absis poligonal.
- L'església de Sant Julià de Boada és una església mossàrab de Sant Julià de Boada a Palau-sator, una de les més antigues de tota la regió, testificada per un document de 934. Declarada monument historicoartístic el 1931 i bé cultural d'interès nacional.
- Col·lecció d'Estris de Pagès al Museu Rural,[3] en una nau de més de 500 m2 inaugurat en el 1996 annex al Restaurant Mas Pou, amb antigues eines del camp, una petita reproducció d'una casa rural[4] i audiovisuals sobre els artesans i el treball al camp.[5][6]

## Bibliografia

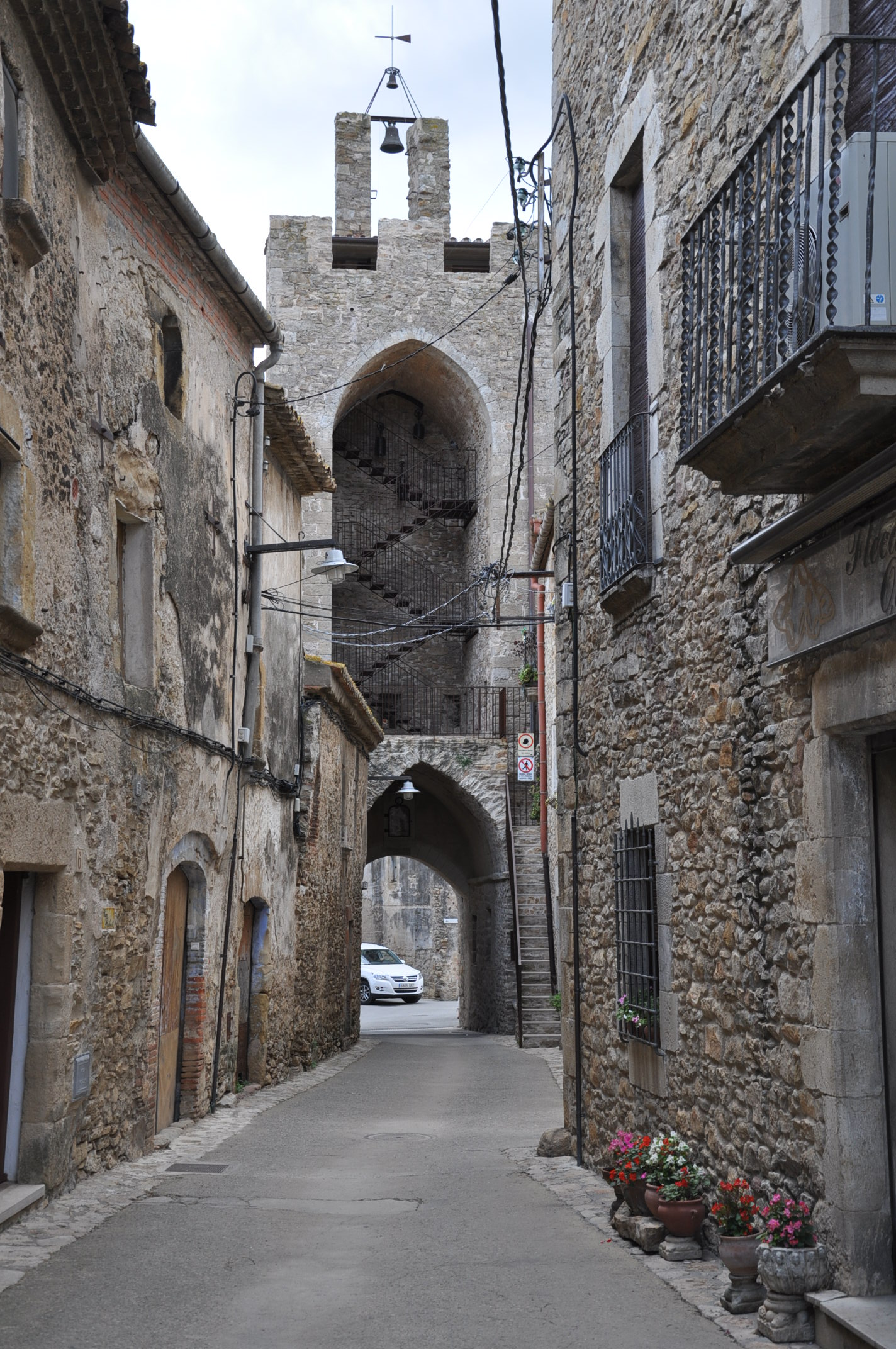
Carrer Major i torre de les Hores